# Воротово (Волоколамський район)
Воротово  (рос. Воротово) - присілок, підпорядкований місту Волоколамську Московської області Російської Федерації.
Муніципальне утворення — Волоколамський міський округ. Населення становить 0 осіб (2013).

## Історія
З 14 січня 1929 року входить до складу новоутвореної Московської області. Раніше належало до Волоколамського повіту Московської губернії. Належало до Волоколамського району до його ліквідації 9 червня 2019 року.
У 2006-2019 роках органом місцевого самоврядування було сільське поселення Теряєвське. Сучасне адміністративне підпорядкування з 2006 року.

## Населення
| 1852 | 1859 | 1890 | 1899 | 1926 | 2002 | 2006 |
| ---- | ---- | ---- | ---- | ---- | ---- | ---- |
| 129  | ↗145 | ↗205 | ↘171 | ↗178 | ↘0   | →0   |
| 2010 |      |      |      |      |      |      |
| →0   |      |      |      |      |      |      |